# Aeroporto di Pantelleria
L'Aeroporto di Pantelleria (IATA: PNL, ICAO: LICG) è un aeroporto civile italiano (fino al 2016 aveva lo status di aeroporto militare) aperto al traffico aereo commerciale nazionale e internazionale, situato nella parte nord ovest dell'isola di Pantelleria, nel territorio del comune omonimo. La struttura è dotata di due piste in asfalto, la più lunga delle quali misura 1735 m totali, la più corta 1101 m totali. L'orientamento delle piste è: RWY 02/20 la più corta; 07/25 la più lunga.
L'aeroporto è intitolato al capitano pilota Italo D'Amico (MOVM). Grazie alla normativa sulla continuità territoriale i residenti dell'isola hanno dei collegamenti aerei assicurati tutto l'anno. Durante i mesi estivi l'aeroporto civile viene usato anche per facilitare il movimento turistico.

## Storia

### L'aeroporto militare
Nacque nella seconda metà degli anni '30 per la Regia Aeronautica, con una pista con orientamento 03/21 (ri-designata 02/20 dal 14 luglio 2022). Il 9 maggio 1943, durante l'operazione Corkscrew, l'aeroporto fu praticamente distrutto da un violento bombardamento alleato. Dopo la resa della guarnigione italiana, la pista fu ripristinata dagli alleati che occuparono l'aeroporto per coadiuvare le loro truppe durante lo sbarco in Sicilia.

#### L'hangar Nervi
L’Hangar “protetto” di Pantelleria in zona Margana, a “volta parabolica” in cemento armato, venne iniziato nella seconda metà degli anni '30. Si tratta di una struttura incavernata, ovvero una galleria pseudoipogea che sembra scavata nella roccia, progettata da Pier Luigi Nervi , e costruito dalla ditta Bartoli, diventò operativo dal settembre 1939. La struttura, lunga 340 mt, larga 26 e alta 18, su due ingressi, poteva contenere 80 aerei. La “volta parabolica” (corda di  26 mt, freccia di 18 mt)  corre lungo i 340 mt, intradossata da una teoria di archi liberi che sostengono il piano superiore. Ricoperto da uno strato alternato di materiale lapideo e terra, gettati a terrazzamento, risulta perfettamente amalgamato al terreno circostante e occultato alla ricognizione aerea. All’interno diversi depositi di munizionamenti e di carburante interno per una  capacità di 400 metri cubi.  

#### Dopoguerra
Nel dopoguerra, sopravvissuta ai bombardamenti della seconda guerra mondiale, l'aviorimessa protetta continuò ad essere usata per diversi anni quale deposito. Verso la metà degli anni ottanta, l'aeroporto fu dotato di una seconda pista con orientamento 08/26 (ri-designata 07/25 dal 14 luglio 2022), tutt'oggi usata come pista principale dello scalo.
L'hangar, completamente ristrutturato, è la principale struttura operativa protetta del distaccamento aeroportuale di Pantelleria dell'Aeronautica Militare, alle dipendenze del 37º Stormo di Trapani Birgi,creato nel 1986 per assicurare l'assistenza ai velivoli militari in transito o rischierati, garantire il funzionamento dell’aeroporto militare, del SAR e del servizio meteorologico. Originariamente l'hangar era su due livelli con degli argani al piano superiore per tirare su i velivoli. Oggi è su un solo livello in quanto la parte superiore è stata riadattata per farne zona logistica, con sale briefing, meteo, alloggi, etc...
Nel 2016 il Ministero della difesa trasferisce il demanio militare all'ENAV e nel sedime aeroportuale resta operativo solo il distaccamento dell'Aeronautica Militare. La base, ospitando a rotazione i principali velivoli dell'Aeronautica Militare Italiana (tra i quali Tornado, MB339 ed F35) ma anche dell'USAF e della US Navy, costituisce una base operativa avanzata a tutti gli effetti, strategicamente fondamentale, per le operatività sul Mediterraneo centrale e l'Africa settentrionale. Dal 10 settembre 2024 è comandante il colonnello pilota Mauro Macrino .

### L'Aeroporto civile
L'aeroporto militare è stato aperto al traffico civile già nel 1948 con voli effettuali dalla LAI con i DC3. Nel 1957 i voli furono affidati alla Società aerea mediterranea, e dal 1964 all'ATI, con il Fokker F27. Nel 1976 iniziarono i lavori per la costruzione della precedente aerostazione, rifatta nel 1989. Dal 1984 iniziarono i voli con i DC9. Nel 1997 viene costituita la società di gestione, la G.A.P. S.p.A. L'11 agosto 2012 è stato inaugurato un nuovo terminal passeggeri.
Con decreto interministeriale del 7 settembre 2016, l'aeroporto ha perso lo status di aeroporto militare, assumendo lo stato giuridico di aeroporto civile appartenente allo Stato, aperto al traffico civile.
Dal 2022 la gestione dell'aeroporto è assicurata direttamente dall'Enac Servizi S.r.l., società in house dell'ENAC. Per assicurare la continuità territoriale, il Ministero delle infrastrutture e della mobilità sostenibili ha imposto oneri di servizio pubblico, a partire dal 1° dicembre 2022, sulle rotte: Pantelleria – Trapani Birgi, Pantelleria – Palermo Punta Raisi, Pantelleria – Catania Fontanarossa, e viceversa.

## Terminal
Il terminal è stato inaugurato nel 2012. Si compone di due livelli: al piano terra vi sono 8 banchi check-in, l'area arrivi e i controlli di sicurezza; mentre al piano superiore vi è l'area imbarchi. Il piazzale per il parcheggio degli aerei può ospitarne fino a 4 contemporaneamente. 

## Statistiche
Dati Enac.
Questo grafico non è disponibile a causa di un problema tecnico.
Si prega di non rimuoverlo.
Vedi la query Wikidata di origine.
| Anno | Passeggeri (Linea, charter, aerotaxi e AG) | Movimenti | Variazione % pax anno prec. |
| ---- | ------------------------------------------ | --------- | --------------------------- |
| 2021 | 169.015                                    | 3.510     | 56,3%                       |
| 2020 | 108.144                                    | 3.012     | 34,6%                       |
| 2019 | 165.737                                    | 4.126     | 9,24%                       |
| 2018 | 151.706                                    | 3.911     | 0,37%                       |
| 2017 | 152.276                                    | 3.786     | 8,14%                       |
| 2016 | 140.811                                    | 3.771     | 7,54%                       |
| 2015 | 130.934                                    | 3.774     | 3,00%                       |
| 2014 | 127.160                                    | 3.581     | 0,05%                       |
| 2013 | 127.102                                    | 3.765     | 1,61%                       |
| 2012 | 125.093                                    | 4.150     | 7,03%                       |
| 2011 | 134.556                                    | 4.077     | 3,75%                       |
| 2010 | 139.805                                    | 4.040     | 2,15%                       |
| 2009 | 136.860                                    | 3.519     | 10,71%                      |
| 2008 | 153.268                                    | 4.047     | 7,57%                       |
| 2007 | 165.826                                    | 4.869     | 8,79%                       |
| 2006 | 152.427                                    | 4.585     | 10,41%                      |
| 2005 | 138.057                                    | 4.026     | 2,52%                       |